# (7247) Robertstirling
(7247) Robertstirling ist ein Asteroid des inneren Hauptgürtels, der am 12. Oktober 1991 vom britisch-australischen Astronomen Robert McNaught am Siding-Spring-Observatorium (IAU-Code 413) in der Nähe von Coonabarabran in Australien entdeckt wurde.
Der Asteroid wurde am 10. August 2014 nach dem schottischen Pastor und Erfinder Robert Stirling (1790–1878) benannt, der nach ihm benannten Stirlingmotor erfand.